# Syritta hirta
Syritta hirta är en tvåvingeart som beskrevs av Charles Howard Curran 1939. Syritta hirta ingår i släktet kompostblomflugor, och familjen blomflugor. Inga underarter finns listade i Catalogue of Life.